# Ideologia nazi
La ideologia Nazi és la establerta per Hitler basada en dos escrits, el primer “Els 25 punts del Partit Obrer Alemany” de 1920 i el segon un llibre de memòries i reflexions, “Mein Kampf” (la meva lluita).
El primer, es basa en les idees del Partit Obrer Alemany que va ser un partit polític creat per Anton Drexler i del qual Hitler va agafar les idees principals per introduir-les en el nazisme. El segon és un llibre escrit pel mateix Hitler en el qual es fa una barreja autobiogràfica del mateix amb les idees del nazisme.
A diferència dels partits tradicionals, Hitler no intentava convèncer amb programes concrets sinó que intentava mobilitzar les masses mitjançant idees molt simples i molt repetides. Un punt important que va marcar el seu triomf va ser el fet de saber tocar la fibra sensible i els instints primaris que impulsaven a la multitud, d'aquesta manera va saber guanyar-se la gent.
L'Estat nazi apareix totalment unit entorn de la figura de Hitler, a qui s'ha de jurar una obediència cega i lleialtat. La població, que és privada dels seus drets més elementals, és distribuïda en organitzacions nazis, fent que la vida fora d'aquestes sigui molt complicada i que qualsevol aspecte de la vida per ordinari que sigui, estigui controlat pel partit.

## Adolf Hitler

### Inicis

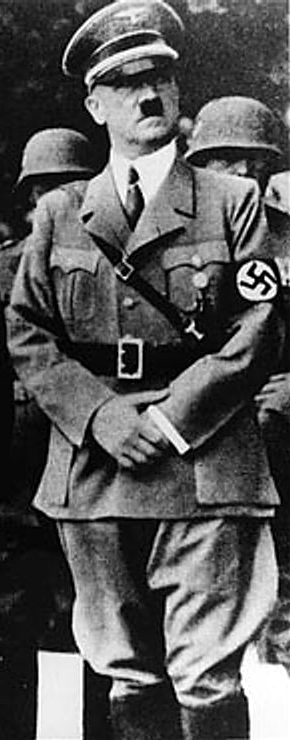
Imatge de Hitler

Adolf Hitler va ser el màxim dirigent de l'Alemanya nazi nascut a Braunau am Inn el 20 d'abril de 1889 i mort a Berlín el 30 d'abril de 1945. Hitler va rebre una educació escassa i en gran part autodidacta. Entre els anys 1907 i 1913 va estar a Viena i allà va intentar obrir pas a la seva carrera com a pintor però va fracassar i això el va portar a la ruïna i a malviure com un vagabund. A causa d'aquest fet els perjudicis racistes de Hitler van créixer fent que no pogués entendre la ciutat on vivia.

### Primera Guerra Mundial
Durant la Primera Guerra Mundial es va enrolar a l'exèrcit Alemany, on va ser condecorat pel seu heroisme. La derrota d'Alemanya va ser un cop molt fort per a Hitler que a partir d'aquest moment es va passar a la política, ingressant en un partit minoritari d'extrema dreta on ben aviat es converteix en dirigent del partit, gràcies a les seves condicions com a orador, rebatejant-lo com a Partit Nacionalsocialista dels Treballadors Alemanys (NSDAP).

### Primer fracàs
El 1923 va fracassar en el seu primer intent d'arribar al poder tot donant un cop d'Estat. Hitler va ser jutjat i empresonat durant un any i mig. Al sortir de la presó decideix canviar d'estratègia i arribar al poder guanyant les eleccions.

### Pujada al poder
Tot comença a millorar el 1929, davant d'una crisi econòmica que multiplica els aturats i davant les dificultats polítiques de la República de Weimar, que li faciliten un creixement de l'audiència sobretot per part dels aturats i els descontents que es mostren disposats a escoltar la seva propaganda, en les següents eleccions obté uns molt bons resultats.
Amb la combinació de la lluita política legal i l'ús il·legítim de la violència als carrers Hitler es va anar obrint pas i guanyant pes electoral fins a arribar al punt que el 1933 Hitler es converteix en president, ja que els partits conservadors alemanys es veuen obligats a crear una aliança amb els nazis. En molt poc temps Hitler destrueix el règim constitucional i el substitueix per la dictadura nazi del Tercer Reich, un sistema totalitari basat en la superioritat racial.

## Política Nazi
La política nazi entre els anys 1933 i 1939 es pot resumir en tres idees, l'èxit econòmic, l'èxit internacional i la regressió.

### Èxit econòmic
L'èxit econòmic es pot dividir en dues etapes, la primera del 1933 fins al 1936, en aquesta etapa L'Estat lluitarà contra l'atur mitjançant la construcció de grans obres públiques, que a part de crear llocs de feina donaran prestigi al règim, també crearan fàbriques d'armament, és a dir, potenciaran la indústria pesant, ja que com deien els nazis “preferim canons abans que mantega o roba” i finalment augmentant els llocs de treball dins la burocràcia.
La segona etapa va de l'any 1936 fins al 1939, en aquesta es potencia la producció nacional i es redueix al mínim la importació de productes exteriors, d'aquesta manera es vol intentar ser autosuficient, gran avantatge en el cas que comenci una guerra que Hitler veu inevitable. Per tant, l'atur ja quasi a desaparegut totalment l'any 1939, però a canvi d'unes condicions laborals lamentables, molt dures i amb pèrdues de les capacitats adquisitives.

### Èxit internacional
En l'èxit internacional, Hitler pretén expandir el seu territori, de manera que incompleix el tractat de Versalles, i així militaritza la frontera, torna a introduir el servei militar obligatori i estimula el rearmament. D'aquesta manera passa a la política d'expansió territorial, comença per unir Àustria a Alemanya durant l'any 1938 i envaeix Txecoslovàquia entre el 1938 i el 1939. A part d'això Hitler ajuda a Franco durant la Guerra Civil Espanyola que succeeix entre 1936 i 1939.

### Regressió
La política regressiva. L'any 1933 comencen les persecucions contra els comunistes i els socialdemòcrates, i en conseqüència es creen els primers camps de concentració. Les persecucions aniran en augment, es perseguiran també els jueus, els gitanos, els homosexuals, els malalts mentals i físics i les persones asocials. La imposició d'un Estat totalitari es mourà paral·lelament amb l'eliminació de l'oposició i la restricció dels drets individuals. La repressió caurà sobre tot tipus d'oponents i de persones indiferents el règim, com intel·lectuals, artistes i més gent del món cultural, ja que se'ls considerarà traïdors i degenerats.
Aquestes persecucions contra els anomenats antialemanys en un primer moment significaven la pèrdua de drets i les pallisses, però des del 1939 i amb l'esclat de la guerra, la repressió passa a significar camps de concentració, tant d'explotació laboral com d'extermini. Els jueus són els que més pateixen aquestes persecucions, ja que pels alemanys són considerats persones pertanyents a una raça inferior i que per tant han de ser separats del cos social.

## Extermini jueu
L'extermini dels jueus per part dels nazis es pot dividir en tres fases.
Primera fase
La primera entre 1933 i 1938, on el nazisme elimina els drets polítics i socials dels jueus i els priven dels seus béns. En el 1935, es promulga la llei de Nuremberg, de manera que els jueus queden fora de la ciutadania alemanya i es prohibeixen els matrimonis mixtos.
Segona fase
Una segona etapa que es produeix a finals del 1938 on es dona via lliure a la persecució dels jueus, com la nit del 10 de novembre de 1938, on es va decretar una de les persecucions més greus contra els jueus, on es van incendiar centenars de sinagogues i milions de jueus van ser detinguts i portats fins a camps d'extermini.
Tercera fase
Finalment el punt culminant que va arribar a partir del 1942 on es va iniciar l'anomenada “solució final”, que era un programa d'eliminació total de la població jueva, duta a terme mitjançant una gran quantitat de camps de concentració, de treball i d'extermini, on van morir més de cinc milions de jueus.

## Punts bàsics de la ideologia nazi
La ideologia nazi estava marcada bàsicament per quatre punts, la concepció biològica dels alemanys, l'antisemitisme, el revengisme i l'expansió territorial.

### Concepció biològica dels alemanys
En aquest punt es parlava de la superioritat de la raça blanca sobre qualsevol altra raça i dins la mateixa raça blanca la superioritat de l'alemanya, que era considerada la millor, la raça ària, per aquest motiu les races inferiors, on els jueus estaven per sota de tot, no havien de tenir els mateixos drets. A partir d'aquí es va prohibir la barreja dels alemanys amb altres pobles per tal de mantenir la raça pura i evitar que degeneres. Un altre concepte important dins d'aquest punt va ser extret de Darwin, només el més fort sobreviu, per això els alemanys havien de ser els més forts i amb més poder. En resum, només era considerat alemany aquell que era de raça pura, és a dir, el que al llarg de les seves generacions no hi hagués quasi gens o gens de sang jueva.

### Antisemitisme
La segona idea provenia de la primera, per a Hitler l'antisemitisme es va convertir en una idea obsessiva. Als jueus com a raça inferior que eren se'ls havia de mantenir apartats dels ciutadans, fins a arribar al punt que es van posar estrelles de David a les portes de les botigues jueves per tal d'advertir al possible comprador que es podia contagiar. També es va prohibir el matrimoni mixt. El punt culminant va arribar quan es va decidir dur a terme el pla d'extermini sistemàtic, amb la conseqüència que milions de jueus van ser enviats a camps de concentració i exterminats.

### Revengisme
Aquesta parlava de la necessitat de revenja que tenien els alemanys contra tots aquells que en algun moment els haguessin humiliat com va passar amb França quan els van prendre Alsàcia i Lorena, aquest era un sentiment molt popular i amb el qual Hitler feia vibrar les masses.

### Expansió territorial
Finalment la quarta idea era la de l'expansió d'Alemanya. Hitler creia que el territori alemany no era prou gran per mantenir una població que estigués en continu creixement i per aquest motiu va reclamar tots aquells territoris que parlessin alemany i tots aquells en els quals els alemanys eren majoria com serien Àustria, Txecoslovàquia... i així poder continuar amb el creixement del seu territori.

## Les joventuts Hitlerianes
Durant l'Alemanya nazi, l'educació va ser reorganitzada pel Dr. Rust, un antic cap de zona de Hannover que va ser expulsat el 1930 per inestabilitat mental.

### Primera etapa. Professors
Primer de tot es va obligar a tots els professors a afiliar-se a les corresponents organitzacions del Partit, i a partir d'aquí enviats a cursos ideològics intensius. Amb el seu estat de funcionaris estaven lligats a les lleis racials i obligats a defensar l'estat nacionalsocialista sense reserves.
En les universitats, els rectors eren anomenats per Rust i els professors ho eren només després d'haver seguit un curs ideològic intensiu en el qual obtenien un informe sobre la seva fiabilitat política. Es va fer obligatòria l'afiliació als sindicats estudiantils i a l'Associació Nacionalsocialista de Professors d'Universitat.
No només van declinar els models acadèmics, sinó que, entre els anys 1933 i 1938, el nombre d'universitaris es va reduir a la meitat i el d'alumnes d'escoles tècniques superior encara a menys.

### Segona etapa. Joves
L'educació catòlica no havia atret mai a Hitler, per la qual cosa es va concedir una gran importància a les Joventuts Hitlerianes, com a medi per educar i ensenyar als joves.
Els nois s'allistaven a la secció júnior del moviment quan tenien 6 anys, després de passar els exàmens d'història, gimnàs i acampada, ingressant als deu a les Joventuts Hitlerianes on si estaven fins als 18. Quan tenien els 18 anys, els membres passaven a formar part del Servei de Treball.
Durant el 1939, els quatre milions de joves que no formaven part del moviment van ser obligats a inscriure-s'hi. Fins al moment, els pares eren amenaçats amb la presó en cas d'oposar-se a l'allistament dels seus fills, però a partir d'aquest moment se'ls va amenaçar també en enviar als seus fills a orfenats estatals si continuaven desobeint la llei.
La finalitat de les Joventuts Hitlerianes era marcar cada nova generació amb la visió nazi. Les Escoles Hitlerianes, els Instituts Polítics d'Educació i els Ordes de Cavalleria existien per l'educació de les masses.
En les Escoles hitlerianes n'hi havia deu que acollien des dels dotze anys als membres més prometedors de les Joventuts Hitlerianes i a partir d'aquí els sotmetien durant sis anys a una educació espartana per preparar-los pel lideratge dins el Partit, d'aquesta manera eren automàticament qualificats per ingressar a la universitat.
Els Orde de Cavalleria, molt estimades per Himmler, estaven inspirades en els ordes de cavalleria de l'Edat Medieval i en la seva obediència absoluta. En aquestes, només hi entraven els alumnes més avantatjats de les Escoles Hitlerianes i dels Instituts Polítics. Hi havia quatre branques, on els estudiants seguien els seus cursos successivament. El primer es basava en la ciència racial i la ideologia nazi, el segon en l'atletisme, el muntanyisme i la preparació en paracaigudisme i el tercer en la instrucció política i militar. La quarta branca se centrava en la formació política i militar des d'un punt de vista d'expansió i d'obtenció de terres i materials.
Cap ideologia o fe que no fos nazi podia pretendre escapar de la persecució, llevat que els seus seguidors estiguessin decidits a comprometre's amb els seus propis ideals i, per tant, a morir per ell.